# Voinémont
Voinémont é uma comuna francesa na região administrativa de Grande Leste, no departamento de Meurthe-et-Moselle. Estende-se por uma área de 4,11 km². Em 2010 a comuna tinha 342 habitantes (densidade: 83,2 hab./km²).